# Johansfors IF
Johansfors IF, bildad 16 juli 1929, är en idrottsklubb från Broakulla/Johansfors i Emmaboda kommun. Tidigare bedrivs bland annat även bandy och ishockey. Klubben är kanske mest känd för att ha fostrat bröderna Rasmus Elm, Viktor Elm och David Elm.